# 鄭宏 (成化三甲進士)
鄭宏（1442年—？），字德崇，河南汝寧府光州光山縣人，匠籍。明朝政治人物。進士出身。

## 生平
河南鄉試第五名。成化五年（1469年）乙丑科會試第一百五十名，殿試登進士第三甲第一百四十四名。弘治六年（1493年）任湖州府知府，十五年去任。

## 家族
曾祖父鄭原禮。祖父鄭欽。父亲鄭昌。